# جان راسل پوپ
جان راسل پوپ (انگلیسی: John Russell Pope; ۲۴ آوریل ۱۸۷۴ – ۲۷ اوت ۱۹۳۷) یک معمار اهل ایالات متحده آمریکا بود.
وی به‌طور گسترده برای طراحی ساختمان‌های عمومی مهم، از جمله ساختمان دفتر ملی بایگانی و مدارک آمریکا (تکمیل در سال ۱۹۳۵)، یادبود جفرسون (تکمیل در سال ۱۹۴۳) و ساختمان غربی نگارخانه ملی هنر (آمریکا) (تکمیل در سال ۱۹۴۱)، همه در واشینگتن، دی.سی. قرار دارند، شناخته شده‌است.

## زندگی‌نامه
پوپ در سال ۱۸۷۴ در نیویورک متولد شد و پسر یک نقاش پرتره موفق و همسرش بود. او معماری را در دانشگاه کلمبیا خواند و در سال ۱۸۹۴ فارغ‌التحصیل شد. او اولین دریافت کننده جایزه رم بود که در آکادمی تازه تأسیس آمریکایی در رم، محل تمرین طراحان «رنسانس آمریکایی» شرکت کرد. او تا زمان مرگش درگیر آکادمی بود.
پوپ به مدت دو سال در ایتالیا و یونان سفر کرد و در آنجا به مطالعه، ترسیم و طراحی‌های اندازه‌گیری شده از سازه‌های رومی، گوتیک و رنسانس بیشتر از بقایای ساختمان‌های باستانی پرداخت. پوپ یکی از اولین دانشجویان معماری بود که در استفاده از دوربین‌های بزرگ با نگاتیوهای شیشه ای تسلط یافت. پوپ در سال ۱۸۹۶ در مدرسه هنرهای زیبا در پاریس حضور یافت و سبک هنری خود را تقویت کرد. پس از بازگشت به نیویورک در سال ۱۹۰۰، او قبل از افتتاح دفتر خود، چند سال در دفتر بروس پرایس کار کرد.